# Europese kampioenschappen zwemmen 2000
Helsinki was gastheer van de 25e editie van de Europese kampioenschappen zwemmen langebaan (50 meter). Het pre-olympische toernooi, georganiseerd door de Europese zwembond LEN, werd gehouden in het Mäkelänrinne-zwemcomplex, en duurde van maandag 3 juli tot en met zondag 9 juli 2000.
Om een gedevalueerd toernooi te voorkomen wegens de naderende Olympische Spelen in Sydney bedacht de LEN een jaar voorafgaand aan het toernooi in Finland een voor zwembegrippen opzienbarende bonusregeling. Wie in Lissabon (EK kortebaan 1999), Helsinki (EK zwemmen 2000), Sydney (Olympische Spelen) en Sevilla (EK kortebaan 2000) hetzelfde nummer wint, ontvangt 100.000 DMark. Als de olympische race ook nog gepaard gaat met een wereldrecord, dan ligt het dubbele klaar.
Nederland was in Helsinki vertegenwoordigd met een ploeg bestaand uit 24 zwemmers (dertien mannen, elf vrouwen). Afwezigen waren Inge de Bruijn (training in de Verenigde Staten), Carla Geurts (training in Canada) en Suze Valen (gebroken pink).

## Uitslagen

### Maandag3 juli2000

#### 400 mvrije slag(mannen)
1. Emiliano Brembilla (Italië) 3.48,56
2. Dragoș Coman (Roemenië) 3.48,69
3. Paul Palmer (Groot-Brittannië) 3.50,97
4. Massimiliano Rosolino (Italië) 3.54,70
5. Vlastimil Burda (Tsjechië) 3.55,42
6. Dimitri Koptour (Wit-Rusland) 3.55,47
7. Frederik Hviid (Spanje) 3.56,31
8. Heiko Hell (Duitsland) 3.57,35

#### 400 mwisselslag(vrouwen)
1. Jana Klotsjkova (Oekraïne) 4.39,78
2. Beatrice Căslaru (Roemenië) 4.41,64
3. Yseult Gervy (België) 4.46,15
4. Nicole Hetzer (Duitsland) 4.47,92
5. Hana Cerna (Tsjechië) 4.48,04
6. Sabine Herbst-Klenz (Duitsland) 4.48,56
7. Simona Paduraru (Roemenië) 4.50,26
8. Lourdes Becerra (Spanje) 4.51,36

#### 4x100 mvrije slag(vrouwen)
1. Zweden 3.42,38
  1. Louise Jöhncke 56,02
  2. Johanna Sjöberg 55,66
  3. Anna-Karin Kammerling 56,23
  4. Therese Alshammar 54,47
2. Italië 3.45,31
  1. Luisa Striani 56,96
  2. Sara Parise 56,19
  3. Cecilia Vianini 55,62
  4. Cristina Chiuso 56,54
3. België 3.46,42
  1. Nina van Koeckhoven 57,08
  2. Liesbet Dreesen 56,63
  3. Sofie Goffin 56,61
  4. Tine Bossuyt 56,10
4. Roemenië 3.46,45
  1. Carmen Herea 57,39
  2. Lorena Diaconescu 56,02
  3. Diana Mocanu 57,41
  4. Camelia Potec 55,63
5. Nederland 3.46,49
  1. Annabel Kosten 58,08
  2. Thamar Henneken 55,94
  3. Chantal Groot 56,88
  4. Wilma van Hofwegen 55,59
6. Wit-Rusland 3.48,29
  1. Hanna Shcherba 57,75
  2. Anna Kopatchenia 58,01
  3. Nina Baranouskaya 56,64
  4. Elena Poptchenko 55,89
7. Oekraïne 3.50,22
  1. Valentina Tregub 57,77
  2. Nadiya Beshevli 57,42
  3. Olena Lapunova 57,95
  4. Olga Mukomol 57,08
8. Zwitserland 3.50,58
  1. Dominique Diezi 57,58
  2. Nicole Zahnd 57,08
  3. Sandrine Paquier 58,48
  4. Angela Zumstein 57,44

#### 4x100 mvrije slag(mannen)
1. Rusland 3.18,75
  1. Denis Pimankov 50,07
  2. Dimitri Chernyshev 50,20
  3. Andrej Kapralov 49,69
  4. Alexander Popov 48,79
2. Duitsland 3.19,16
  1. Stefan Herbst 50,65
  2. Lars Conrad 49,52
  3. Christian Tröger 49,48
  4. Stephan Künzelmann 49,51
3. Frankrijk 3.20,37
  1. Romain Barnier 49,54
  2. Nicolas Kintz 50,34
  3. Hugo Viart 50,88
  4. Frédérick Bousquet 49,61
4. Italië 3.20,39
  1. Mauro Gallo 51,26
  2. Simone Cercato 49,96
  3. Klaus Lanzarini 49,60
  4. Lorenzo Vismara 49,57
5. Oekraïne 3.21,70
  1. Vyacheslav Shyrshov 50,44
  2. Alexei Jokirko 50,74
  3. Rostyslav Svanidze 50,53
  4. Pavlo Khnykin 49,99
6. Wit-Rusland 3.22,56
  1. Lagoun 51,17
  2. Dmitri Kalinovski 50,44
  3. Igor Koleda 50,50
  4. Oleg Roukhlevitch 50,45
7. Finland 3.23,57
  1. Jani Sievinen 51,04
  2. Jere Hård 50,25
  3. Vesa Hanski 51,64
  4. Juha Lindfors 50,64
8. Israël 3.25,21
  1. Alexei Manziula 51,43
  2. Oren Azrad 50,86
  3. Tal Stricker 52,11
  4. Yoav Bruck 50,81

### Dinsdag4 juli2000

#### 100 mrugslag(mannen)
1. David Ortega (Spanje) 55,50
2. Volodymyr Nikolaychuk (Oekraïne) 55,64
3. Derya Buyukunçu (Turkije) 55,84
4. Eithan Urbach (Israël) 55,94
5. Gordan Kožulj (Kroatië) 56,00
6. Marko Strahija (Kroatië) 56,10
7. Emanuele Merisi (Italië) 56,15
8. Peter Horvath (Hongarije) 56,17

#### 200 mrugslag(vrouwen)
1. Nina Zjivanevskaja (Spanje) 2.09,53
2. Diana Mocanu (Roemenië) 2.11,62
3. Antje Buschschulte (Duitsland) 2.12,04
4. Joanna Fargus (Groot-Brittannië) 2.13,35
5. Louise Ornstedt (Denemarken) 2.13,80
6. Ivette Maria (Spanje) 2.14,39
7. Aleksandra Miciul (Polen) 2.14,69
8. Hélène Ricardo (Frankrijk) 2.14,77

#### 100 mschoolslag(mannen)
1. Domenico Fioravanti (Italië) 1.02,02
2. Jarno Pihlava (Finland) 1.02,07
3. Dimitri Komornikov (Rusland) 1.02,11
4. Daniel Malek (Tsjechië) 1.02,52
5. Hugues Duboscq (Frankrijk) 1.02,52
6. Patrick Schmollinger (Oostenrijk) 1.02,54
7. Mark Warnecke (Duitsland) 1.02,65
8. Oleg Lisogor (Oekraïne) 1.02,93

#### 50 mvlinderslag(vrouwen)
1. Anna-Karin Kammerling (Zweden) 26,40
2. Karen Egdal (Denemarken) 26,97
3. Martina Moravcová (Slowakije) 26,98
4. Johanna Sjöberg (Zweden) 27,08
5. Vered Borochovski (Israël) 27,24
6. Otylia Jędrzejczak (Polen) 27,46
7. Judith Draxler (Oostenrijk) 27,60
8. Natalia Sutiagina (Rusland) 27,79

#### 50 mvlinderslag(mannen)
1. Jere Hård (Finland) 23,88
2. Lars Frölander (Zweden) 23,96
3. Mark Foster (Groot-Brittannië) 24,02
4. Joris Keizer (Nederland) 24,10
5. Pieter van den Hoogenband (Nederland) 24,22
6. Thomas Rupprath (Duitsland) 24,36
7. Indrek Sei (Estland) 24,45
8. Tero Valimaa (Finland) 24,65

#### 4x200 mvrije slag(vrouwen)
1. Roemenië 8.03,17
  1. Camelia Potec 1.59,69
  2. Simona Paduraru 2.02,70
  3. Lorena Diaconescu 2.00,80
  4. Beatrice Căslaru 1.59,98
2. Italië 8.08,14
  1. Luisa Striani 2.02,41
  2. Cecilia Vianini 2.01,85
  3. Sara Parise 2.01,19
  4. Sara Goffi 2.02,69
3. Frankrijk 8.08,30
  1. Solenne Figuès 2.01,01
  2. Laetitia Choux 2.02,05
  3. Katarine Quelennec 2.03,37
  4. Alicia Bozon 2.01,87
4. België 8.09,59
  1. Nina Van Koeckhoven 2.01,44
  2. Yseult Gervy 2.03,83
  3. Fabienne Dufour 2.03,71
  4. Sofie Goffin 2.00,61
5. Spanje 8.12,56
  1. Maria-Angels Bardina 2.02,44
  2. Laura Roca 2.02,25
  3. Natalia Cabrerizo 2.05,47
  4. Paula Carballido 2.02,40
6. Zweden 8.15,09
  1. Therese Alshammar 2.03,33
  2. Johanna Sjöberg 2.02,96
  3. Louise Jöhncke 2.04,64
  4. Josefin Lillhage 2.04,16
7. Nederland 8.17,00
  1. Haike van Stralen 2.05,40
  2. Chantal Groot 2.04,67
  3. Kirsten Vlieghuis 2.00,24
  4. Manon van Rooijen 2.06,69
8. Zwitserland 8.22,33
  1. Hanna Milushka 2.05,57
  2. Nicole Zahnd 2.02,39
  3. Angela Zumstein 2.05,46
  4. Sandrine Paquier 2.08,91

### Woensdag5 juli2000

#### 100 mschoolslag(vrouwen)
1. Ágnes Kovács (Hongarije) 1.08,38
2. Sylvia Gerasch (Duitsland) 1.09,28
3. Svetlana Bondarenko (Oekraïne) 1.09,81
4. Brigitte Becue (België) 1.09,95
5. Emma Igelström (Zweden) 1.10,26
6. Madelon Baans (Nederland) 1.10,38
7. Maria Östling (Zweden) 1.10,83
8. Krisztina Kovacs (Hongarije) 1.11,25

#### 100 mvrije slag(mannen)
1. Alexander Popov (Rusland) 48,61
2. Pieter van den Hoogenband (Nederland) 48,77
3. Lars Frölander (Zweden) 49,24
4. Denis Pimankov (Rusland) 49,64
5. Romain Barnier (Frankrijk) 49,76
6. Pavlo Khnykin (Oekraïne) 49,94
7. Attila Zubor (Hongarije) 49,96
8. Oleg Roukhlevitch (Wit-Rusland) 50,07

#### 100 mvrije slag(vrouwen)
1. Therese Alshammar (Zweden) 54,41
2. Martina Moravcová (Slowakije) 54,45
3. Mette Jacobsen (Denemarken) 55,31
4. Karen Pickering (Groot-Brittannië) 55,67
5. Louise Jöhncke (Zweden) 56,12
6. Elena Poptchenko (Wit-Rusland) 56,18
7. Sue Rolph (Groot-Brittannië) 56,23
8. Antonia Machera (Griekenland) 56,30

#### 200 mwisselslag(mannen)
1. Massimiliano Rosolino (Italië) 2.00,62
2. Christian Keller (Duitsland) 2.02,02
3. Xavier Marchand (Frankrijk) 2.02,06
4. Cezar Badita (Roemenië) 2.02,44
5. Jordi Carrasco (Spanje) 2.02,79
6. István Bathazi (Hongarije) 2.02,81
7. Marcel Wouda (Nederland) 2.03,73
8. James Hickman (Groot-Brittannië) 2.05,46

### Donderdag6 juli2000

#### 50 mrugslag(mannen)
1. Stev Theloke (Duitsland) 25,60 (Europees record)
2. Darius Grigalionis (Litouwen) 25,61
3. David Ortega (Spanje) 26,00
4. Sebastian Halgasch (Duitsland) 26,02
5. Derya Buyukunçu (Turkije) 26,13
6. Nuno Laurentino (Portugal) 26,13
7. Mindaugas Spokas (Litouwen) 26,17
8. Neil Willey (Groot-Brittannië) 26,33

#### 800 mvrije slag(vrouwen)
1. Flavia Rigamonti (Zwitserland) 8.29,16
2. Chantal Strasser (Zwitserland) 8.31,36
3. Kirsten Vlieghuis (Nederland) 8.37,94
4. Rebecca Cooke (Groot-Brittannië) 8.46,71
5. Adi Bichman (Israël) 8.47,98
6. Maria Bardina (Spanje) 8.48,20
7. Mirjana Bosevska (Macedonië) 8.48,35
8. Ingrid Bourre (Frankrijk) 8.51,25

#### 200 mschoolslag(mannen)
1. Dimitri Komornikov (Rusland) 2.13,09
2. Domenico Fioravanti (Italië) 2.14,87
3. Maxim Podoprigora (Oostenrijk) 2.15,07
4. Alexander Goukov (Wit-Rusland) 2.16,29
5. Valeri Kalmikovs (Letland) 2.16,30
6. Martin Gustavsson (Zweden) 2.16,44
7. José Couto (Portugal) 2.16,59
8. Davide Rummolo (Italië) 2.17,20

#### 200 mwisselslag(vrouwen)
1. Beatrice Căslaru (Roemenië) 2.12,57
2. Jana Klotsjkova (Oekraïne) 2.12,57
3. Sue Rolph (Groot-Brittannië) 2.15,82
4. Sara Nordenstam (Zweden) 2.17,16
5. Federica Biscia (Italië) 2.17,28
6. Vered Borochovski (Israël) 2.19,52
7. Simona Paduraru (Roemenië) 2.19,62
8. Yseult Gervy (België) 2.20,15

#### 200 mvlinderslag(mannen)
1. Anatoli Poliakov (Rusland) 1.56,73
2. James Hickman (Groot-Brittannië) 1.58,44
3. Ioan Gherghel (Roemenië) 1.58,54
4. Sergiy Fesenko (Oekraïne) 1.59,24
5. David Abrard (Frankrijk) 1.59,47
6. Jorge Perez (Spanje) 1.59,83
7. Chris-Carol Bremer (Duitsland) 1.59,98
8. Yann de Fabrique (Frankrijk) 2.00,00

#### 4x100wisselslag(vrouwen)
1. Zweden 4.06,00
  1. Therese Alshammar 1.02,42
  2. Emma Igelström 1.09,61
  3. Johanna Sjöberg 58,95
  4. Louise Jöhncke 55,02
2. België 4.09,52
  1. Sofie Wolfs 1.04,45
  2. Brigitte Becue 1.09,27
  3. Fabienne Dufour 1.00,09
  4. Nina van Koeckhoven 55,71
3. Roemenië 4.10,05
  1. Raluca Udroiu 1.04,22
  2. Beatrice Căslaru 1.10,18
  3. Diana Mocanu 59,74
  4. Camelia Potec 55,91
4. Frankrijk 4.10,40
  1. Hélène Ricardo 1.04,17
  2. Anne-Sophie Leparanthoen 1.10,46
  3. Cécile Jeanson 1.00,05
  4. Solenne Figuès 55,72
5. Nederland 4.10,80
  1. Brenda Starink 1.04,89
  2. Madelon Baans 1.09,75
  3. Chantal Groot 1.00,93
  4. Wilma van Hofwegen 55,23
6. Spanje 4.11,17
  1. Nina Zjivanevskaja 1.01,38
  2. Lourdes Becerra 1.13,06
  3. Maria Pelaez 1.00,39
  4. Laura Roca 56,34
7. Polen 4.12,77
  1. Aleksandra Miciul 1.04,09
  2. Martyna Krawczyk 1.10,94
  3. Otylia Jędrzejczak 1.00,19
  4. Agnieszka Braszkiewicz 57,55
8. Oekraïne 4.22,21
  1. Nadiya Beshevli 1.05,05
  2. Kateryna Uvarova 1.14,70
  3. Zanna Lozumyrska 1.04,08
  4. Olga Mukomol 58,38

### Vrijdag7 juli2000

#### 1500 mvrije slag(mannen)
1. Igor Chervynskiy (Oekraïne) 15.05,31
2. Emiliano Brembilla (Italië) 15.06,42
3. Dragos Coman (Roemenië) 15.10,97
4. Christian Minotti (Italië) 15.13,77
5. Frederik Hviid (Spanje) 15.17,11
6. Teo Edo (Spanje) 15.22,26
7. Igor Snitko (Oekraïne) 15.24,27
8. Hannes Kalteis (Oostenrijk) 15.24,39

#### 100 mrugslag(vrouwen)
1. Nina Zjivanevskaja (Spanje) 1.01,02
2. Diana Mocanu (Roemenië) 1.01,54
3. Louise Ornstedt (Denemarken) 1.01,88
4. Ilona Hlavackova (Tsjechië) 1.03,08
5. Aleksandra Miciul (Polen) 1.03,25
6. Anu Koivisto (Finland) 1.03,33
7. Hélène Ricardo (Frankrijk) 1.04,41
8. Brenda Starink (Nederland) 1.04,78

#### 200 mvrije slag(mannen)
1. Massimiliano Rosolino (Italië) 1.47,31
2. Pieter van den Hoogenband (Nederland) 1.47,62
3. Paul Palmer (Groot-Brittannië) 1.49,54
4. Kvetoslav Svoboda (Tsjechië) 1.50,18
5. Stefan Herbst (Duitsland) 1.50,35
6. Andrej Kapralov (Rusland) 1.51,38
7. Jacob Carstensen (Denemarken) 1.51,44
8. Örn Arnarson (IJsland) 1.52,29

#### 50 mschoolslag(vrouwen)
1. Ágnes Kovács (Hongarije) 31,68
2. Zoë Baker (Groot-Brittannië) 32,00
3. Sylvia Gerasch (Duitsland) 32,02
4. Emma Igelström (Zweden) 32,17
5. Svetlana Bondarenko (Oekraïne) 32,52
6. Maria Östling (Zweden) 32,52
7. Emma Robinson (Ierland) 32,54
8. Natasha Kejzar (Slovenië) 33,04

#### 50 mschoolslag(mannen)
1. Mark Warnecke (Duitsland) 27,75
2. Oleg Lisogor (Oekraïne) 27,81
3. Remo Lütolf (Zwitserland) 27,91
4. Jarno Pihlava (Finland) 28,18
5. Domenico Fioravanti (Italië) 28,32
6. Daniel Malek (Tsjechië) 28,36
7. Dmytro Kraevskiy (Oekraïne) 28,38
8. Björn Nowakowski (Duitsland) 28,61

#### 100 mvlinderslag(vrouwen)
1. Martina Moravcová (Slowakije) 58,72
2. Otylia Jędrzejczak (Polen) 58,97
3. Johanna Sjöberg (Zweden) 59,29
4. Mette Jacobsen (Denemarken) 59,43
5. Anna-Karin Kammerling (Zweden) 59,47
6. Cécile Jeanson (Frankrijk) 1.00,33
7. Chantal Groot (Nederland) 1.00,37
8. Vered Borochovski (Israël) 1.00,44

### Zaterdag8 juli2000

#### 200 mrugslag(mannen)
1. Gordan Kožulj (Kroatië) 1.58,62
2. Emanuele Merisi (Italië) 2.00,02
3. Yoav Gath (Israël) 2.00,32
4. Volodymyr Nikolaychuk (Oekraïne) 2.00,93
5. Razvan Florea (Roemenië) 2.01,11
6. Marko Strahija (Kroatië) 2.01,15
7. Mirko Mazzari (Italië) 2.01,39
8. Miroslav Machovic (Slowakije) 2.02,77

#### 200 mvrije slag(vrouwen)
1. Natalia Baranovskaya (Wit-Rusland) 1.59,51
2. Martina Moravcová (Slowakije) 2.00,08
3. Camelia Potec (Roemenië) 2.00,32
4. Solenne Figuès (Frankrijk) 2.00,68
5. Laura Roca (Spanje) 2.01,70
6. Nina van Koeckhoven (België) 2.01,74
7. Sara Parise (Italië) 2.02,19
8. Kirsten Vlieghuis (Nederland) 2.02,69

#### 100 mvlinderslag(mannen)
1. Lars Frölander (Zweden) 52,23 (Europees record)
2. Thomas Rupprath (Duitsland) 53,38
3. James Hickman (Groot-Brittannië) 53,44
4. Ioan Gherghel (Roemenië) 53,56
5. Andrij Serdinov (Oekraïne) 53,65
6. Joris Keizer (Nederland) 53,71
7. Tero Valimaa (Finland) 54,22
8. Jere Hård (Finland) 54,32

#### 4x200 mvrije slag(mannen)
1. Italië 7.16,52
  1. Massimiliano Rosolino 1.47,58
  2. Matteo Pellicciari 1.49,52
  3. Simone Cercato 1.49,35
  4. Emiliano Brembilla 1.50,07
2. Duitsland 7.18,96
  1. Michael Kiedel 1.50,30
  2. Christian Keller 1.49,85
  3. Stefan Herbst 1.49,36
  4. Stefan Pohl 1.49,45
3. Nederland 7.19,91
  1. Martijn Zuijdweg 1.51,50
  2. Marcel Wouda 1.50,33
  3. Mark van der Zijden 1.52,03
  4. Pieter van den Hoogenband 1.46,05
4. Rusland 7.20,65
  1. Dmitri Chernyshev 1.49,71
  2. Sergey Lavrenov 1.51,90
  3. Denis Pimankov 1.49,71
  4. Andrej Kapralov 1.49,33
5. Roemenië 7.21,81
  1. Dragos Coman 1.50,45
  2. Cezar Badita 1.49,52
  3. Ioan Gherghel 1.50,43
  4. Nicolae Ivan 1.51,41
6. Denemarken 7.26,68
  1. Jeppe Nielsen 1.52,78
  2. Jacob Carstensen 1.50,12
  3. Henrik Andersen 1.51,86
  4. Dennis Otzen 1.51,92
7. Wit-Rusland 7.26,77
  1. Igor Koleda 1.49,66
  2. Pavel Lagoun 1.53,99
  3. Dmitri Koptour 1.52,28
  4. Vassili Khourochvili 1.50,84
8. Oekraïne 7.28,17
  1. Sergiy Fesenko 1.52,32
  2. Artem Goncharenko 1.52,47
  3. Igor Snitko 1.52,04
  4. Rostyslav Svanidze 1.51,34

### Zondag9 juli2000

#### 400 mvrije slag(vrouwen)
1. Jana Klotsjkova (Oekraïne) 4.09,41
2. Natalia Baranovskaya (Wit-Rusland) 4.11,37
3. Camelia Potec (Roemenië) 4.11,76
4. Kirsten Vlieghuis (Nederland) 4.12,68
5. Simona Paduraru (Roemenië) 4.12,94
6. Maria Bardina (Spanje) 4.15,15
7. Chantal Strasser (Zwitserland) 4.15,17
8. Laetitia Choux (Frankrijk) 4.20,76

#### 400 mwisselslag(mannen)
1. István Bathazi (Hongarije) 4.18,51
2. Cezar Badita (Roemenië) 4.19,42
3. Johan Le Bihan (Frankrijk) 4.20,50
4. Michael Halika (Israël) 4.20,89
5. Alessio Boggiatto (Italië) 4.22,61
6. Kurt Bohm (Duitsland) 4.24,30
7. Massi Eroli (Italië) 4.24,31
8. Yves Platel (Zwitserland) 4.25,81

#### 200 mvlinderslag(vrouwen)
1. Otylia Jędrzejczak (Polen) 2.08,63
2. Mette Jacobsen (Denemarken) 2.08,77
3. Mireia Garcia (Spanje) 2.10,44
4. Sophia Skou (Denemarken) 2.11,98
5. Silvia Szalai (Duitsland) 2.12,08
6. Ekaterina Vinogradova (Rusland) 2.12,50
7. Anna Uryniuk (Polen) 2.12,85
8. Zhanna Lozumyrska (Oekraïne) 2.14,75

#### 50 mrugslag(vrouwen)
1. Nina Zjivanevskaja (Spanje) 28,76
2. Diana Mocanu (Roemenië) 28,85
3. Ilona Hlavackova (Tsjechië) 29,18
4. Anu Koivisto (Finland) 29,64
5. Aleksandra Miciul (Polen) 29,95
6. Brenda Starink (Nederland) 30,26
7. Raluca Udroiu (Roemenië) 30,36
8. Anna Kopatchenia (Wit-Rusland) 30,57

#### 50 mvrije slag(mannen)
1. Alexander Popov (Rusland) 21,95
2. Pieter van den Hoogenband (Nederland) 22,35
3. Lorenzo Vismara (Italië) 22,38
4. Bartosz Kizierowski (Polen) 22,54
5. Indrek Sei (Estland) 22,65
6. Stefan Nystrand (Zweden) 22,67
7. Mark Foster (Groot-Brittannië) 22,85
8. Carsten Dehmlow (Duitsland) 22,86

#### 200 mschoolslag(vrouwen)
1. Beatrice Căslaru (Roemenië) 2.26,76
2. Ágnes Kovács (Hongarije) 2.26,85
3. Karine Bremond (Frankrijk) 2.28,20
4. Ina Huging (Duitsland) 2.28,77
5. Anne Poleska (Duitsland) 2.29,68
6. Elvira Fischer (Oostenrijk) 2.30,86
7. Martina Krawczyk (Polen) 2.30,98
8. Agata Czaplicki (Zwitserland) 2.31,54

#### 50 mvrije slag(vrouwen)
1. Therese Alshammar (Zweden) 24,44
2. Wilma van Hofwegen (Nederland) 25,46
3. Olga Mukomol (Oekraïne) 25,54
4. Anna-Karin Kammerling (Zweden) 25,82
5. Ana Belen Palomo (Spanje) 25,82
6. Judith Draxler (Oostenrijk) 25,89
7. Cristina Chiuso (Italië) 25,97
8. Liesbeth Dreesen (België) 26,25

#### 4x100 mwisselslag(mannen)
1. Rusland 3.39,29
  1. Vladislav Aminov 55,89
  2. Dimitri Komornikov 1.01,98
  3. Dimitri Chernyshev 52,91
  4. Alexander Popov 48,51
2. Zweden 3.40,43
  1. Matthias Ohlin 57,20
  2. Martin Gustavsson 1.02,36
  3. Lars Frölander 51,75
  4. Stefan Nystrand 49,12
3. Oekraïne 3.40,91
  1. Nikolaychuk 56,10
  2. Oleg Lisogor 1.01,38
  3. Andrij Serdinov 53,87
  4. Pavel Khnykhin 49,56
4. Finland 3.41,37
  1. Jani Sievinen 56,79
  2. Jarno Pihlava 1.01,81
  3. Tero Valimaa 53,31
  4. Jere Hård 49,46
5. Italië 3.41,88
  1. Emanuele Merisi 56,50
  2. Domenico Fioravanti 1.01,53
  3. Dino Urgias 54,32
  4. Lorenzo Vismara 49,53
6. Spanje 3.42,65
  1. David Ortega 55,92
  2. Santiago Castellanos 1.03,11
  3. Daniel Morales 53,98
  4. Eduardo Lorente 49,64
7. Zwitserland 3.43,17
  1. Philipp Gilgen 57,21
  2. Remo Lütolf 1.01,63
  3. Philippe Meyer 54,47
  4. Karel Novy 49,86
8. Israël 3.43,48
  1. Eithan Urbach 56,06
  2. Tal Stricker 1.03,15
  3. Yoav Meiri 54,45
  4. Yoav Bruck 49,82

## Eindstand medailleklassement
| RANG | LAND             | GOUD | ZILVER | BRONS | TOTAAL |
| ---- | ---------------- | ---- | ------ | ----- | ------ |
| 1.   | Zweden           | 6    | 2      | 2     | 10     |
| 2.   | Rusland          | 6    | 0      | 1     | 7      |
| 3.   | Italië           | 5    | 5      | 1     | 11     |
| 4.   | Oekraïne         | 4    | 2      | 3     | 9      |
| 5.   | Spanje           | 4    | 0      | 2     | 6      |
| 6.   | Roemenië         | 3    | 6      | 5     | 14     |
| 7.   | Hongarije        | 3    | 1      | 0     | 4      |
| 8.   | Duitsland        | 2    | 5      | 2     | 9      |
| 9.   | Slowakije        | 1    | 2      | 1     | 4      |
| 10.  | Zwitserland      | 1    | 1      | 1     | 3      |
| 11.  | Finland          | 1    | 1      | 0     | 2      |
|      | Polen            | 1    | 1      | 0     | 2      |
|      | Wit-Rusland      | 1    | 1      | 0     | 2      |
| 14.  | Kroatië          | 1    | 0      | 0     | 1      |
| 15.  | Nederland        | 0    | 4      | 2     | 6      |
| 16.  | Groot-Brittannië | 0    | 2      | 5     | 7      |
| 17.  | Denemarken       | 0    | 2      | 2     | 4      |
| 18.  | België           | 0    | 1      | 2     | 3      |
| 19.  | Litouwen         | 0    | 1      | 0     | 1      |
| 20.  | Frankrijk        | 0    | 0      | 5     | 5      |
| 21.  | Israël           | 0    | 0      | 1     | 1      |
|      | Oostenrijk       | 0    | 0      | 1     | 1      |
|      | Tsjechië         | 0    | 0      | 1     | 1      |
|      | Turkije          | 0    | 0      | 1     | 1      |
|      | TOTALEN          | 39   | 37     | 38    | 114    |